# Sapromyza bergi
Sapromyza bergi är en tvåvingeart som beskrevs av Shatalkin 1993. Sapromyza bergi ingår i släktet Sapromyza och familjen lövflugor.
Artens utbredningsområde är Kazakstan. Inga underarter finns listade i Catalogue of Life.